# حاجی مراد (رمان)
حاجی مراد رمانی از لئو تولستوی است. این کتاب یکی از آثار مشهور ادبی جهان است.
این رمان بین سال‌های ۱۸۹۶ تا ۱۹۰۴ نوشته شد، و پس از مرگ تولستوی در سال ۱۹۱۲ منتشر شد (تا سال ۱۹۱۷ به‌طور کامل منتشر نشد). قهرمان اصلی رمان، حاجی مراد، یک فرمانده شورشی آوار قفقاز است که به دلیل انتقام شخصی، با روس‌هایی که با او می‌جنگید، اتحاد ناخوشایندی برقرار می‌کند.